# Ramones
Ramones fue una banda estadounidense de punk rock formada en Forest Hills, en el distrito de Queens (Nueva York, Estados Unidos) en 1974, y disuelta veintidós años más tarde, en 1996.

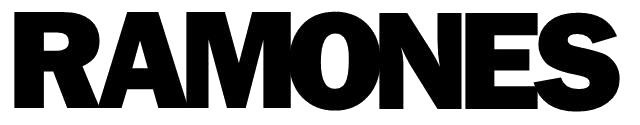
Logotipo de Ramones.

Pioneros y líderes del naciente punk, cimentaron las bases de este género musical con composiciones simples, minimistas, repetitivas y letras muy simples o incluso sin sentido, en clara oposición a la pomposidad y la fastuosidad de las bandas que triunfaban en el mercado de los años 1970 con sus largos solos de guitarra, las complejas canciones de rock progresivo y sus enigmáticas letras. Su sonido se caracteriza por ser rápido y directo, con influencias del rockabilly de los años 1950, el surf rock, The Beatles, The Who, The Velvet Underground, las bandas de chicas de los años 1960 como The Shangri-Las y el garage protopunk de MC5 y The Stooges.
Ramones lideró la primera ola del punk en Nueva York, compartiendo el escenario del mítico club CBGB con otras bandas de punk como Johnny Thunders and the Heartbreakers, Richard Hell & The Voidoids entre otros, de protopunk como Patti Smith y Television y de new wave como Blondie y Talking Heads entre otros, y sirviendo de inspiración para la gran mayoría de las bandas de punk surgidas en la década de 1970 tanto de EE. UU. como en el Reino Unido. Siendo una de las bandas más importantes de la historia del rock, su influencia se percibe en casi todas las formaciones de punk posteriores.
A lo largo de su carrera, los Ramones publicaron 14 discos de estudio y varias recopilaciones y discos en directo, haciendo un total de 21 álbumes y un total de 212 canciones. A pesar de su fama actual, el grupo solo consiguió dos discos de oro gracias al recopilatorio Ramonesmania (1988) y su álbum debut en 2014, y únicamente dos de sus álbumes consiguieron sobrepasar el top 50 en el Billboard estadounidense. Ninguno de sus sencillos consiguió repercusión comercial. La banda se disolvió en 1996. Tres de los cuatro miembros originales (Joey Ramone, Johnny Ramone y Dee Dee Ramone) murieron en un periodo de diez años desde la desaparición de la banda. En abril de 2002 el grupo fue incluido en el Rock & Roll Hall of Fame. En 2011 recibieron un Grammy en reconocimiento a su trayectoria. El último miembro original superviviente de la banda, Tommy Ramone, falleció en la madrugada del 12 de julio de 2014, víctima de un cáncer de las vías biliares.

## Historia

### Formación y primeros pasos (1974-1979)
El embrión de los Ramones empezó a gestarse en Forest Hills, un barrio de clase media de Queens, Nueva York, donde vivían todos sus miembros fundadores.
Jeffrey Hyman era un adolescente desempleado, hijo de un matrimonio divorciado, que ocupaba su tiempo tocando la batería y coleccionando discos, mientras su madre intentaba inculcarle el interés por la pintura y su padre le pedía que siguiese con su negocio de camiones. Jeffrey sufría un trastorno obsesivo-compulsivo que necesitó su ingreso en un centro psiquiátrico. A finales de los 60 formó parte de una banda de glam rock de corta vida llamada Sniper. John Cummings había sido alumno de una academia militar a la que entró por mandato de su madre. Como amigo de la infancia de Jeffrey, intentó formar un grupo con él y otro amigo durante su etapa en el instituto. A finales de los 60 fundó una banda de garage rock llamada Tangerine Puppets junto con Thomas Erdelyi, un húngaro de nacimiento que llevaba inmerso en el mundo de la música desde mucho antes que sus futuros compañeros.
Douglas Colvin pasó toda su infancia en Alemania debido al trabajo de su padre, miembro de la División de Investigación Criminal del ejército estadounidense. Se mudó a Nueva York con su madre y sus hermanas a los 14 años, y cuando entró en el grupo era el único de los componentes que tenía un trabajo (peluquero).
A principios de los años 1970, Jeffrey era cantante en una banda local. En uno de sus conciertos conoció a Douglas, a quien volvió a ver en un concierto de los New York Dolls. John era amigo de Douglas y también amigo de Jeffrey (estuvo con su hermano Mitch Hyman en la misma banda), y a su vez amigo de Thomas. De este modo, la primera alineación del embrión de los Ramones tenía como integrantes al guitarrista John Cummings, el guitarrista rítmico y vocalista Douglas Colvin, el baterista Jeffrey Hyman y Richie, un amigo de todos, al bajo, quien acabaría abandonando al poco de comenzar. Thomas actuaría como representante del grupo, y fue el que consiguió la primera sala de ensayos del grupo, Performance Studio, en Manhattan. En esta sala tocaron su primer concierto, el 30 de marzo de 1974 ante una audiencia de 30 personas y con un repertorio compuesto únicamente por versiones de otros artistas. En este concierto la banda ya era conocida como Ramones, un nombre inventado por Douglas. A partir de ese momento, todos los miembros llevarían el apellido Ramone (el mismo que utilizaba Paul McCartney en el periodo Silver Beetles), de modo que los tres miembros serían conocidos como Joey Ramone (Jeffrey Hyman), Johnny Ramone (John Cummings) y Dee Dee Ramone (Douglas Colvin). Este primer concierto resultó un desastre, causado principalmente por la imposibilidad de Dee Dee de tocar y cantar a la vez. Como solución, Dee Dee se dedicó solamente al bajo y Joey se hizo con el puesto de cantante. Para rellenar su hueco en la batería se eligió a Thomas, el representante y amigo de los componentes, que pasó a llamarse Tommy Ramone.
El 16 de agosto se produjo su debut oficial en un local llamado CBGB. A partir de esta primera actuación pasaron a tocar allí una vez a la semana junto con otros músicos emergentes como Blondie, Johnny Thunders, Talking Heads, Patti Smith o Television. Su primer concierto fuera de Nueva York tuvo lugar como teloneros de Johnny Winter ante 20 000 personas en Waterbury, Connecticut, y fue un sonado desastre. En diciembre de ese año grabaron una demo de 15 canciones producidas por Tommy, de las cuales siete irían a parar al primer álbum y dos al segundo. Otras dos fueron publicadas en All the Stuff (and More), mientras que aún hay cuatro de estas canciones inéditas.
En junio de 1975, una compañía discográfica semidesconocida, Sire Records, les ofreció grabar un sencillo, pero declinaron la oferta. Linda Stein, la mujer de uno de los fundadores de esta compañía, Seymour Stein, los había visto actuar en el CBGB y les recomendó a su marido, que consiguió convencer a Sire para ofrecerles un contrato de cinco años. El 2 de febrero de 1976, los Ramones empezaron a grabar su primer álbum, Ramones, con un presupuesto de 6400 dólares, en contraste con los altos presupuestos que gastaban los grandes grupos de rock. Dos semanas y media después, el disco ya estaba terminado, y salió a la venta el 23 de abril. El 10 de mayo compartieron escenario con la banda inglesa Dr. Feelgood. Este concierto fue presenciado por un empresario inglés que les ofreció realizar un concierto en el Roundhouse de Londres el 4 de julio junto con el grupo de San Francisco The Flamin' Groovies y los ingleses The Stranglers. El concierto resultó un éxito y allanó considerablemente el camino a las bandas inglesas de punk como Sex Pistols o The Clash. De este concierto se dice que lo presenciaron los futuros líderes de estas bandas que se harían famosas poco después, un hecho falso puesto que ese mismo día The Clash se encontraba teloneando a los Sex Pistols en el Black Swan de Sheffield. El concierto de los Ramones en el Roundhouse está considerado como un momento crucial en el desarrollo del punk en todo el mundo.
Los siguientes dos álbumes fueron publicados en 1977 bajo los nombres de Leave Home y Rocket to Russia, este último alabado por la revista Rolling Stone como "el mejor ‘rock & roll’ estadounidense del año". Ambos álbumes fueron producidos por Tony Bongiovi, primo de Jon Bon Jovi. Rocket to Russia contiene los tres únicos sencillos que consiguieron entrar en las listas de éxitos de los Estados Unidos: "Sheena Is a Punk Rocker" (número 81), "Rockaway Beach" (puesto 66) y "Do You Wanna Dance" (puesto 86). El 31 de diciembre de 1977 grabaron el directo It's Alive, un álbum doble que recoge su actuación en el Rainbow Theatre de Londres, finalmente publicado en 1979 solo en Europa y Asia. El título es una referencia a la película de terror del mismo nombre. Tommy, cansado de hacer giras con el grupo, abandonó la banda para ser productor, y fue sustituido por Mark Bell, que accedió al puesto con el nombre de Marky Ramone. Marky había trabajado anteriormente con un grupo de rock sureño llamado Dust, que publicó dos álbumes en 1971 y 1972, y había grabado junto a Richard Hell el disco Blank Generation.
En 1978 la banda publicó el primer álbum con su nuevo miembro, Road to Ruin. Este álbum incluye por primera vez en la discografía de los Ramones canciones con guitarras acústicas, varias baladas, el primer solo de guitarra de Johnny y las dos primeras canciones de más de tres minutos, aunque los resultados de ventas siguieron siendo desfavorables. No obstante, la canción "I Wanna Be Sedated" se convirtió en una de las más famosas del cuarteto neoyorquino.

### 1980-1989
Tras el debut de la banda en la industria del cine en la película Rock 'n' Roll High School, dirigida por Allan Arkush y producida por Roger Corman (1979), el legendario productor Phil Spector, que había alcanzado la fama produciendo discos de las Ronettes, los Beatles y Tina Turner entre muchos otros, se interesó por la banda y produjo su álbum End of the Century en 1980, que ascendió hasta el puesto 44.º en los Estados Unidos, siendo el disco que más alto llegó en las listas de éxitos en la carrera de la banda. Sin embargo, el resultado no satisfizo a los miembros del grupo, alegando diferencias entre ellos y Spector, quien llegó a apuntar a Dee Dee con una pistola para que repitiera un riff. En varias entrevistas, Johnny declaró que él siempre había estado a favor del punk más agresivo, mientras que End of the Century presenta un material más apartado del sonido clásico del grupo debido a la influencia de Spector, destacando el sonido suave de "Baby, I Love You" (una versión de las Ronettes que, no obstante, se convirtió en el sencillo más exitoso del grupo, alcanzando el octavo lugar en el Reino Unido), muy lejos del característico punk del cuarteto neoyorquino. A pesar de las diferencias musicales, el álbum resultó un éxito de público y la banda se dirigió por primera vez a España, donde dieron tres conciertos.
En 1981, el cuarteto publicó el disco Pleasant Dreams, que continuó la senda establecida por End of the Century al presentar un punk mucho menos agresivo que en los cuatro primeros álbumes. En esta ocasión el productor fue Graham Gouldman, componente del dúo británico de música pop 10 cc. En posteriores declaraciones, Johnny dijo que tomar esta dirección fue una decisión de la compañía discográfica en un vano intento por atraer la atención del público estadounidense. En esta época comenzaron las primeras diferencias serias entre integrantes y los primeros problemas con las drogas y el alcohol. El 1 de agosto los Ramones se convirtieron en la primera banda entrevistada en la MTV, que por aquel entonces daba sus primeros pasos, aunque con la expansión del canal la banda salió de su programación.
Hacia esta época comenzaron los primeros problemas serios entre los miembros de la banda, especialmente entre Joey y Johnny. Ambos músicos habían sido fuente de múltiples discusiones anteriormente, especialmente políticas (mientras Johnny era un firme conservador, Joey se consideraba como una persona de izquierdas), y continuaron en la tortuosa grabación de End of the Century: por un lado, Johnny intentaba que el grupo siguiese la senda de los primeros discos del grupo, mientras que por otro, Joey quería explorar otros caminos musicales más allá del punk. Su relación llegó al límite cuando Johnny le "robó" a Joey su novia, llamada Linda Danielle, para acabar casándose con ella. Ante esto, Joey compuso la canción "The KKK Took My Baby Away" (incluida en Pleasant Dreams) en referencia a este suceso ("KKK" son las siglas del Ku Klux Klan, lo que pone de manifiesto las tendencias conservadoras de Johnny). En una entrevista a Johnny Ramone poco antes de morir, este dijo: «Nos llevábamos mal de cualquier modo. La situación no ayudó, pero tampoco nos poníamos de acuerdo en nada. No sé. Simplemente, éramos diferentes». La relación entre el vocalista y el guitarrista nunca pudo recuperarse completamente, y permaneció así hasta la muerte de Joey en 2001.
Tras la edición de Subterranean Jungle en 1983, Marky Ramone fue despedido del grupo a causa de sus problemas de alcoholismo. Este disco pone de manifiesto los problemas creativos del grupo, al camuflar en dos canciones el riff de "Blitzkrieg Bop" e incluir tres versiones de otros artistas en un ligero viraje hacia el new wave. Además, Johnny Ramone fue herido en una pelea y tuvo que pasar por una delicada operación en la que su vida llegó a correr peligro, aunque pudo recuperarse satisfactoriamente. Tras la vuelta de Johnny, el objetivo era suplir la baja de Marky, y el elegido fue Richie Ramone (nacido como Richard Reinhardt).
Una vez superadas las dificultades, la banda reapareció con el disco Too Tough to Die (Demasiado duro para morir, nombre que proviene del incidente de Johnny) en 1984, producido por Tommy Ramone. Este álbum resultó una vuelta a las raíces musicales del grupo tras los fracasos de los tres anteriores trabajos y presenta su primer tema instrumental, "Durango 95". Algunos críticos musicales consideran que este fue el último álbum de calidad de la banda.
En 1986, los Ramones fueron invitados a grabar la banda sonora de la película Sid and Nancy, que narra los últimos años de vida del bajista de los Sex Pistols Sid Vicious. Durante la grabación hubo varios problemas con el contrato, que fue finalmente cancelado. Sin embargo, el grupo aprovechó algunas de las canciones compuestas para este proyecto fallido para introducirlas en el álbum Animal Boy, que vio la luz ese mismo año. Este trabajo fue producido por Jean Beauvoir, miembro de Plasmatics, y presenta tanto canciones agresivas como canciones más comerciales. Una de las canciones de este trabajo, "Bonzo Goes to Bitburg", habla sobre la visita de Ronald Reagan a un cementerio nazi. El revuelo que causó y las protestas del propio Johnny Ramone obligaron a cambiarla de título en las ediciones del álbum en los Estados Unidos a "My Brain Is Hanging Upside Down".
El 4 de febrero de 1987 dieron su primer concierto en el estadio Obras de Buenos Aires, Argentina. El público desbordó la capacidad del microestadio y chocó con la policía. Fue la primera de numerosas visitas hasta el final de la banda.
Un año después se grabó el último álbum con Richie, que llevó por título Halfway to Sanity y que fue producido por Daniel Rey, exguitarrista de Shrapnel (otro de los grupos de la escena de Nueva York). Richie abandonó la banda en agosto de 1987, molesto con el trío porque, tras cinco años, no habían compartido los beneficios de la venta de camisetas con él. Richie fue sustituido por Clem Burke (Elvis Ramone), de Blondie. Según Johnny, los conciertos con Burke fueron un desastre, y fue despedido tras el segundo porque no era capaz de seguir el ritmo del resto al tocar. Su reemplazo fue un sobrio y recuperado Marky Ramone.
Los cambios en la formación continuaron en 1989, con la salida de Dee Dee Ramone, por aquel entonces el compositor más prolífico del grupo, después de la publicación de Brain Drain. Dee Dee fue repuesto por Christopher Joseph Ward (C.J. Ramone), que mantuvo su puesto hasta la ruptura del grupo. Sin embargo, Dee Dee continuó componiendo para la banda, a pesar de comenzar una breve e infructuosa carrera como rapero bajo el nombre de Dee Dee King, aunque antes había adoptado el seudónimo de Dougie Fresh. Su debut como rapero salió al mercado con el título de Standing at the Spotlight en 1989.

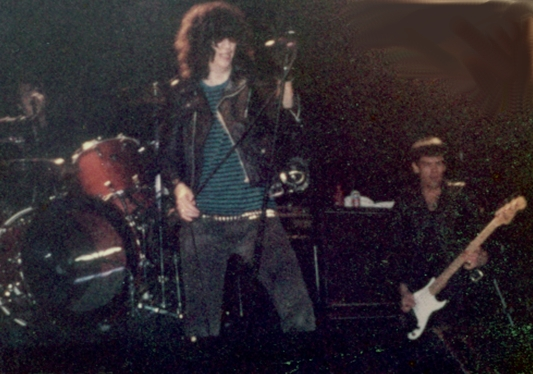
Ramones en una presentación en vivo en Seattle de 1983.

### 1990-1996
En enero de 1990 Joey Ramone sufrió un accidente durante un concierto en el Ritz de Nueva York en el cual sufrió una rotura de ligamentos cruzados en la rodilla que lo obligó a mantener seis semanas de reposo. Ese año, Sire Records lanzó All the Stuff (and More), un álbum doble donde se incluyeron versiones reeditadas de sus dos primeros discos y otras demos y temas inéditos que sirvió para dar a conocer los inicios del grupo en aquellos países en los que no habían sido publicados los primeros álbumes.
Poco después, el grupo viajó a Toronto y actuó en la película de Bill Fishman Car 54, Where Are You?, una película inspirada en la serie del mismo nombre trasmitida a finales de los años 1960. Además, los Ramones organizaron conciertos en Canadá, Bélgica, Suecia y Finlandia y tocaron en el primer festival de música realizado tras la reunificación de Alemania. En los shows tocaron nuevamente junto a Iggy Pop y en Bélgica lo hicieron con Sonic Youth y The Pogues.[cita requerida]
En el año 1991 se editó Loco Live, un álbum grabado en vivo en Barcelona, España, que recibió malas críticas al ser comparado con It's Alive. A su vez, el 26, 27 y 28 de abril de 1991 los Ramones hicieron su segunda incursión en Buenos Aires, Argentina presentándose en el estadio Obras Sanitarias. En julio de ese año, Marky y Joey participaron como panelistas del seminario Rock the Vote, una entidad encargada del registro de votantes y la adopción de incentivos para que la gente participe en la política activamente. Los Ramones filmaron un vídeo para esta organización que se difundió por MTV.[cita requerida]
Un año más tarde la banda grabó Mondo Bizarro, álbum editado por Radioactive Records y producido por Ed Stasium que contó nuevamente con la participación de Dee Dee Ramone en la composición de dos temas. El 16 de septiembre los Ramones se presentaron nuevamente en la Argentina realizando cuatro shows a sala llena en el estadio Obras Sanitarias, dando también varios conciertos en España.[cita requerida]
El siguiente disco del grupo fue Acid Eaters, un álbum de versiones de temas de los años 60 grabado en tan solo una semana. Ya en 1995, dos años después de Acid Eaters, el grupo grabó el que sería su último álbum de estudio, ¡Adiós, Amigos!, donde Daniel Rey y Dee Dee Ramone colaboraron activamente en la composición.[cita requerida]
Más tarde ese año, los Ramones tocaron seis días seguidos con todas las entradas vendidas en el estadio Obras Sanitarias de Argentina. Los telonearon bandas importantes de la escena punk argentina como Flema, Attaque 77, 2 Minutos, Doble Fuerza, Mal Momento, Cadena Perpetua y Superuva y el grupo tocó "Spider-Man" (por primera vez) y "R.A.M.O.N.E.S." (una canción original de Motörhead que compuso Lemmy Kilmister a modo de homenaje al cuarteto neoyorquino) en vivo.
El 26 de febrero de 1996 la banda tocó en The Academy, Nueva York en un recital que daría lugar al álbum en directo Greatest Hits Live. El 16 de marzo de ese año Ramones volvió una vez más a la Argentina para dar su último concierto en Sudamérica y, según lo que habían calculado, el último de su carrera. El grupo llenó el estadio estadio de River Plate, Antonio Vespucio Liberti con 65 000 personas presenciando el recital. Sin embargo, poco después Ramones decidió tocar en algunos recitales del festival Lollapalooza en los Estados Unidos antes de su separación. Su último recital fue el 6 de agosto de 1996, en The Palace, Los Ángeles y su último disco, We're Outta Here, contiene la grabación de ese concierto.[cita requerida]

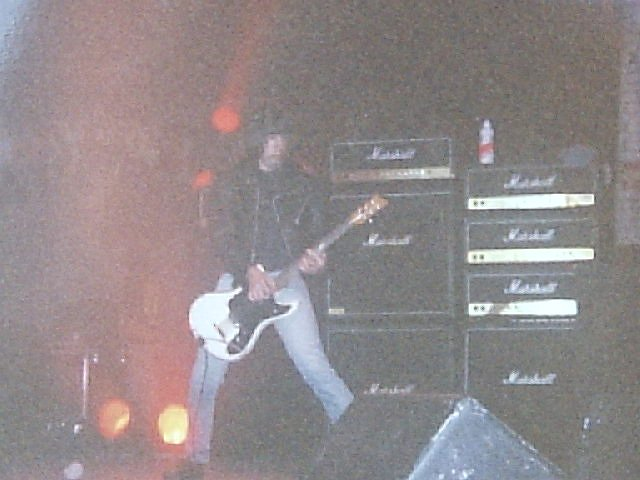
Johnny Ramone en concierto con el grupo en Porto Alegre en 1991.

### Tras la ruptura
Después de la fallida incursión en el mundo del rap, Dee Dee regresó al punk con su disco solista I Hate Freaks Like You, en la vuelta del bajista original de los Ramones al sonido de su antiguo grupo. El disco fue publicado en 1996 y grabado en los Países Bajos.
El 20 de julio de 1999, Dee Dee, Joey, Johnny, Marky, C. J. y Tommy aparecieron juntos en una tienda de la cadena de música Virgin en Nueva York para firmar autógrafos. Esta fue la última vez que se reunieron los exmiembros del grupo antes de la muerte de Joey el 15 de abril de 2001 a causa de un linfoma. Los trabajos inacabados de Joey fueron recopilados en el álbum Don't Worry About Me. En homenaje a su memoria, el ayuntamiento de Nueva York descubrió una placa con su nombre en la esquina entre las calles Bowery (la calle en la que estaba el CBGB) y 2nd Street en noviembre de 2003, pasándose a llamar Joey Ramone Place.

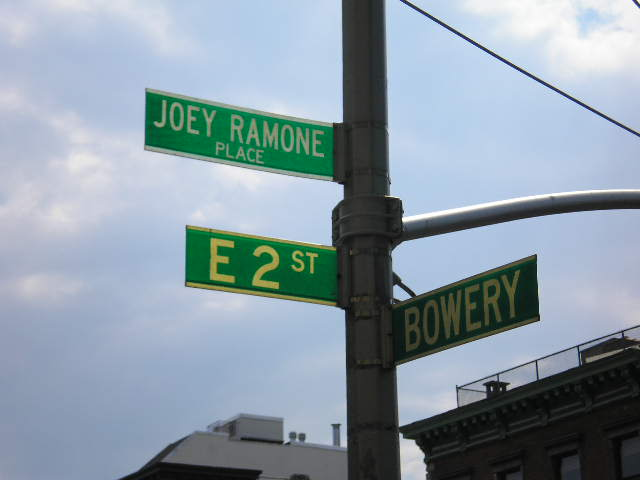
Placa de la Plaza Joey Ramone en Nueva York.

En 2002, Johnny, Dee Dee, Joey, Tommy y Marky Ramone fueron incluidos en el Salón de la Fama del Rock and Roll, el que fue una de las últimas apariciones de Dee Dee antes de su muerte. El 5 de junio de ese mismo año fue encontrado muerto en su casa de Hollywood a causa de una sobredosis de heroína.
En febrero de 2003 salió a la venta el CD We're a Happy Family. A Tribute to Ramones, un disco de versiones de los temas más famosos de la banda coordinado por Rob Zombie (líder de White Zombie) y Johnny Ramone, en el que participaron artistas como U2, Red Hot Chili Peppers, Tom Waits, Metallica, Kiss, Marilyn Manson, Garbage, Eddie Vedder, The Pretenders, Green Day, The Offspring y el propio Rob Zombie.
En el verano de 2004 se publicó un documental sobre la banda, End of the Century: The Story of the Ramones. Johnny Ramone murió el 15 de septiembre tras una lucha contra un cáncer de próstata. Un año después, en conmemoración de su muerte, abrió sus puertas el primer museo dedicado a la banda en Berlín, Alemania, con una colección de casi trescientos objetos relacionados con el cuarteto neoyorquino.
A lo largo de 2006 se estrenó un musical de teatro llamado Gabba Gabba Hey basado en la historia de los Ramones, en el que se incluyen dieciocho canciones del grupo neoyorquino y que contó con la participación de Tommy Ramone, tanto en la producción del mismo como en escena.
En octubre de 2007 se publicó un DVD en directo llamado It's Alive 1974-1996, con 118 canciones tocadas en 33 conciertos que repasan la carrera musical del grupo.[cita requerida]
En 2012 se publicó el segundo álbum póstumo de Joey Ramone titulado Ya Know?[cita requerida]
El 11 de julio de 2014 falleció en Queens, Estados Unidos el último miembro original de la banda. Tommy Ramone, de cáncer de vías biliares.[cita requerida]
El 6 de abril de 2025 fallecio Elvis Ramone, De cancer

## Estilo
Los Ramones formaron parte de la primera ola del punk, que tuvo a la ciudad de Nueva York como uno de sus centros neurálgicos, junto con Londres. Además de los Ramones, surgieron en Nueva York otros grupos de punk como Television, Blondie o Talking Heads y artistas como Richard Hell y Patti Smith, pero que sonaban distintos a los Ramones. Mientras estos grupos eran más intelectuales y concebían la música que hacían de un modo más artístico, los Ramones componían canciones muy cortas de un puñado de acordes con letras muy simples o incluso sin sentido. El resultado fue una fórmula que volvía a las raíces del rock and roll de los 50 y 60, antes de la llegada de los Beatles, pero con un tempo considerablemente más rápido que el de este género y que sonaba como algo totalmente nuevo.

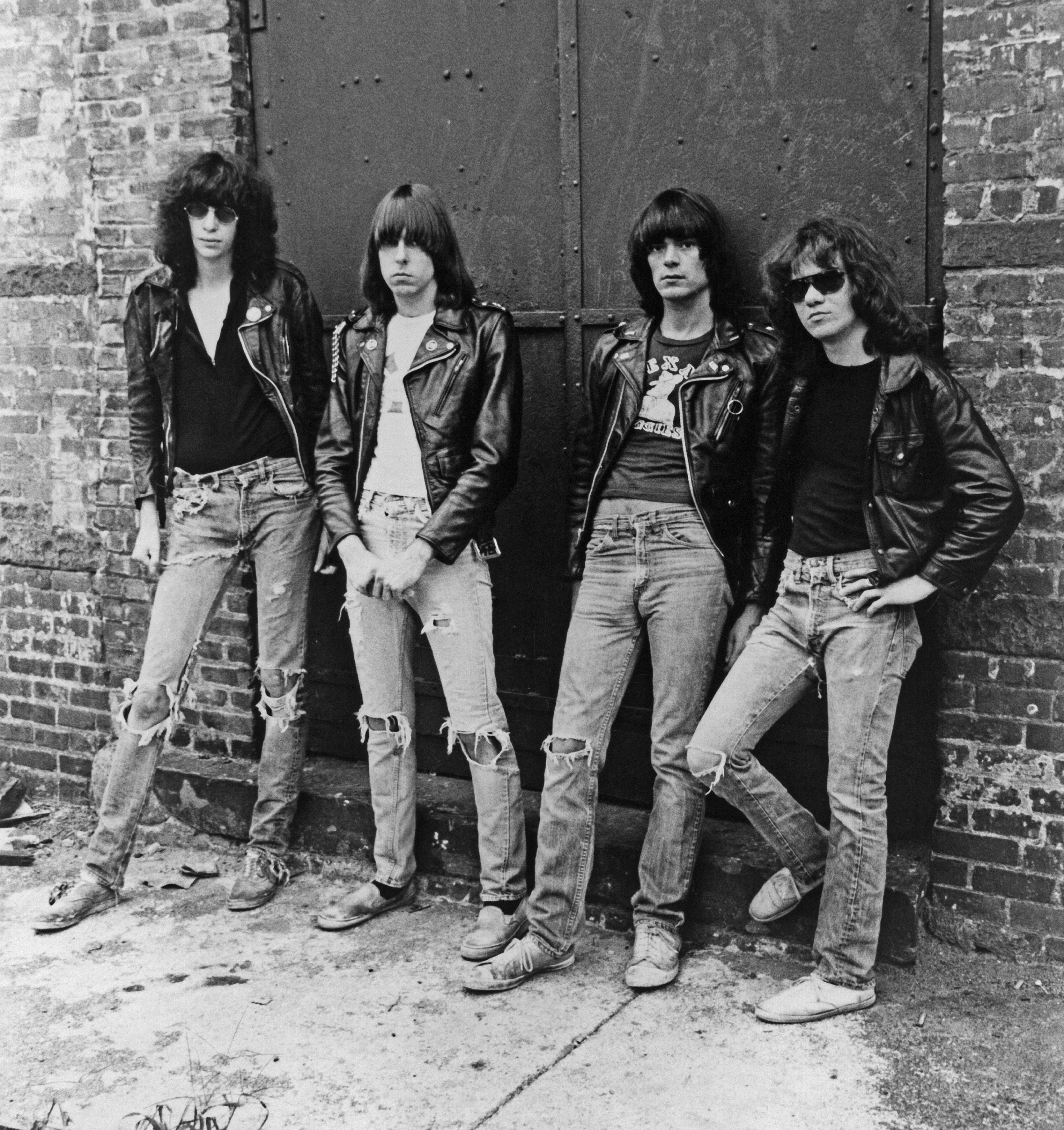
Foto de portada de "Rocket to Russia" de Ramones

La música minimalista, ruidosa y rápida está influida por la música rock con la que los miembros de la banda crecieron en la década de los años 50 y 60, como The Beach Boys, The Kinks, The Who, The Beatles y The Rolling Stones, así como algunas de las bandas de proto punk como The Stooges y New York Dolls. También significa una reacción contra el rock complejo y muy producido de los 70, con exponentes como Led Zeppelin o los artistas de rock progresivo y que dominaban las listas de popularidad en esta década. Los Ramones fueron considerados como los líderes de la escena punk, gracias en gran medida a sus cuatro primeros álbumes, que constituyeron la base sobre la que se asentaron las demás bandas de punk posteriores. Este sonido influyó en buena medida al de la nueva ola del heavy metal británico que surgió en Gran Bretaña a mediados y finales de los 70, con bandas como Motörhead (que compuso la canción "R.A.M.O.N.E.S."), Judas Priest y Iron Maiden, así como al speed metal. La carrera de los Ramones en los años 80 se adentró en los terrenos del hardcore punk, con álbumes como Too Tough to Die o Halfway to Sanity, ejerciendo también una considerable influencia en este género. Por otra parte, la frescura y melodía del grupo (plasmada en temas como Rock N Roll High School) los sitúa como una importante influencia para el llamado pop punk, con bandas como Green Day.
Los Ramones y el resto de grupos de punk posteriores ayudaron a trasladar el rock de estadio a clubes más pequeños de acuerdo con la filosofía más simple que predica este género musical. En escena, la banda siempre se colocaba de cara al público, teniendo el bajista y el guitarrista las piernas abiertas y el instrumento inclinado entre ellas. A Johnny Ramone no le gustaban los guitarristas que tocaban mirando hacia la batería, el amplificador o cualquier otra cosa que no fuera el público.

## Conflictos internos
Durante la carrera de los Ramones, la tensión entre Johnny y Joey fue patente. Tenían ideas políticas contrarias, siendo Joey un socialista y Johnny un conservador. Sus personalidades también chocaban: Johnny provenía de una familia militar que le inculcó valores de autodisciplina, mientras Joey padecía trastorno obsesivo-compulsivo. Johnny, en ocasiones atormentaba a Joey con comentarios antisemitas. A principios de los 80, Johnny empezó salir con la novia de Joey, Linda, con quien más tarde se casaría. Como consecuencia y a pesar de que siguieron tocando juntos, dejaron de hablarse. Johnny no volvió a llamarle hasta el día de su muerte. En un documental posterior dijo que la semana después de la muerte del vocalista fue la peor de su vida.
Aparte del conflicto principal, el trastorno bipolar de Dee Dee y su frecuente adicción a las drogas también causaron numerosos roces. Tommy dejó la banda afirmando haber sido "amenazado por Johnny, despreciado por Dee Dee e ignorado por Joey". Conforme se fueron uniendo nuevos miembros, los asuntos de dinero y actuaciones fueron fuente de conflicto. En 1997 Marky y Joey protagonizaron una discusión en la radio sobre sus respectivos problemas con el alcohol.

## Imagen

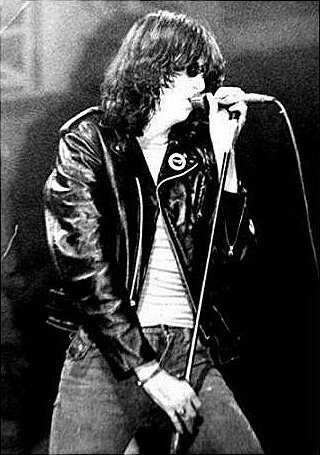
Joey Ramone actuando en 1980.

La imagen de los Ramones en escena complementaba la temática de sus temas y sus conciertos. Todos los miembros de la banda salían a los conciertos con chaquetas de cuero, pantalones vaqueros rasgados, deportivas, camisetas y pelo largo, en honor a las estrellas de rock de los 50, y poniendo de manifiesto que no era necesario vestir de manera extravagante y lujosa para tocar música rock. Esta moda enfatizaba el minimalismo de su música, que constituyó una gran influencia en la escena neoyorquina de los 70. Tommy Ramone recalcó que, tanto musical como visualmente, "estábamos influidos por los cómics, el trabajo de Andy Warhol y el cine vanguardista".
El logo de la banda fue creado por el artista Arturo Vega, un amigo de Joey y Dee Dee que les ofreció alojarse en su piso. Vega produjo las camisetas de la banda, su mayor fuente de ingresos, basando la mayor parte de las imágenes en una fotografía en blanco y negro que había sacado de su cinturón con la hebilla del águila calva, y que aparecía en la contraportada del primer álbum de la banda. El artista se inspiró en un viaje a Washington D. C. para crear el logo: 

Los vi como la última banda de todos los estadounidenses. Para mí, ellos reflejaban el carácter estadounidense en general; una casi infantil agresividad inocente. Entonces, la primera vez que fui a Washington D.C., estaba impresionado por la atmósfera oficial de los edificios y organismos y con banderas por todas partes. Pensé: "El gran sello del presidente de los Estados Unidos sería perfecto para los Ramones, con el águila sosteniendo las flechas, para simbolizar la fuerza y la agresividad que se usa contra cualquiera que se atreva a atacarnos, y una rama de olivo, que se ofrece a aquellos que quieren ser amigos". Pero decidimos cambiar un poquito. En lugar de la rama de olivo, teníamos una rama de manzano, ya que los Ramones eran tan estadounidenses como el pastel de manzana. Y como Johnny era un fanático del béisbol, pusimos al águila con un bate en lugar de las flechas.

En el rollo del pico del águila originalmente ponía "Look Out/Below" (Cuidado/Abajo), pero fue cambiado por "Hey ho! Let's go!" por los gritos de apertura de "Blitzkrieg Bop", mientras que las cabezas de flecha del escudo venían de un diseño de una camiseta del propio Vega. Donde en el sello presidencial ponía "Seal of the President of the United States" alrededor del águila, Vega puso en su lugar los nombres de los cuatro miembros de la banda, que cambiarían según los movimientos en la alineación de la misma. Finalmente, Vega fue contratado también como el encargado de la iluminación de la banda en los conciertos y como encargado del merchandising.
Como curiosidad, en la población de Olba (Teruel, España), existe un barrio denominado "Los Ramones". Aunque dicho nombre no tenga nada que ver en sus orígenes con la banda, las señales de tráfico con el nombre del barrio han sido objeto de diversos robos, presumiblemente como "souvenirs" de la banda.

## Miembros
- Joey Ramone (Jeffrey Hyman): vocalista principal (1974-96) y batería (1974), (fallecido en 2001)[42]
- Johnny Ramone (John Cummings): guitarra (1974-96), (fallecido en 2004)[42]
- Dee Dee Ramone (Douglas Colvin): bajo y vocalista (1974-89), (fallecido en 2002)[42]
- Tommy Ramone (Thomas Erdelyi): batería (1974-78), (fallecido en 2014)[42]
- Marky Ramone (Marc Bell): batería (1978-83, 1987-96)[42]
- Richie Ramone (Richard Reinhardt): batería, corista (1983-87)[42]
- Elvis Ramone (Clement Bozewski): batería (1987, solo dos conciertos), (fallecido en 2025)
- C. J. Ramone (Christopher Joseph Ward): bajo, corista (1989-96)[42]

## Discografía

### Álbumes de estudio
- 1976: Ramones
- 1977: Leave Home
- 1977: Rocket to Russia
- 1978: Road to Ruin
- 1980: End of the Century
- 1981: Pleasant Dreams
- 1983: Subterranean Jungle
- 1984: Too Tough to Die
- 1986: Animal Boy
- 1987: Halfway to Sanity
- 1989: Brain Drain
- 1992: Mondo Bizarro
- 1993: Acid Eaters
- 1995: ¡Adiós amigos!